# Doutor Gama
Doutor Gama (im Englischen auch Doctor Gama) ist ein Filmdrama von Jeferson De, das im August 2021 in die brasilianischen Kinos kam. Die Filmbiografie beschäftigt sich mit dem Leben des Mitte des 19. Jahrhunderts lebenden, brasilianischen Schriftstellers und Abolitionisten Luís  Gama.

## Biografisches

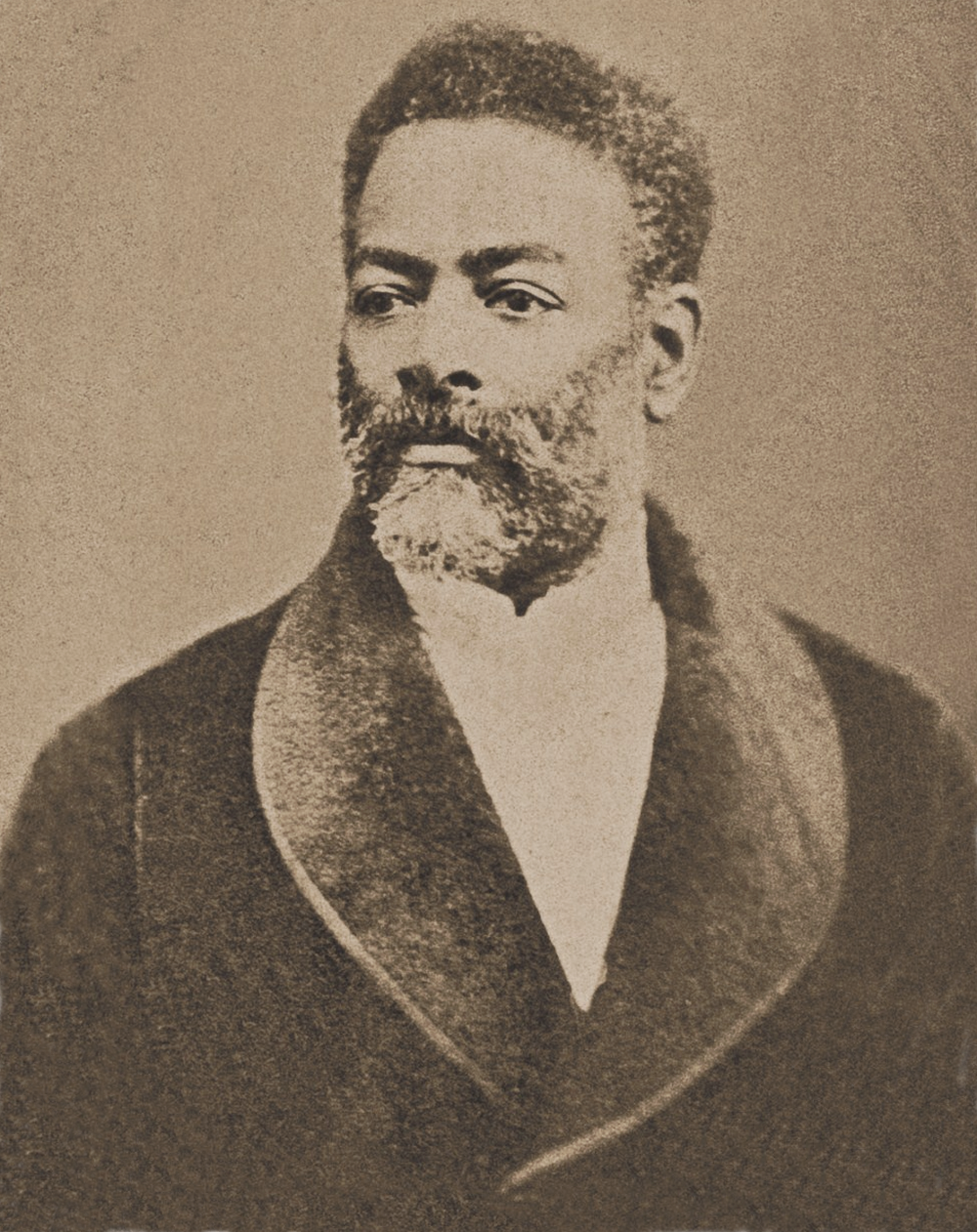
Luís Gonzaga Pinto da Gama (1880)

Der brasilianische Schriftsteller, Journalist und Abolitionist Luís Gonzaga Pinto da Gama wurde am 21. Juni 1830 im brasilianischen Salvador, der Hauptstadt des Bundesstaates Bahia, geboren, die im 19. Jahrhundert als Zentrum des Sklavenhandels in Lateinamerika galt. Er war der Sohn der Sklavin Luisa Mahin, die aus Ghana stammte, und eines Pflanzers. Sein vormals wohlhabender weißer Vater verkaufte seinen Sohn im Alter von zehn Jahren, um seine Spielschulden zu begleichen. Der Verkauf des Jungen war jedoch illegal, da Gama als Sohn einer freien Mutter geboren wurde und der Handel mit Sklaven in Brasilien nicht mehr erlaubt war. Trotzdem lebte und arbeitete Gama acht Jahre lang als Haussklave in Sao Paulo. Im Jahr 1847 freundete sich der 17-Jährige mit Antonio Rodrigues do Prado an, einem Jurastudenten, der ihm Lesen und Schreiben beibrachte und sein Interesse an Recht weckte.

## Produktion
Regie führte Jeferson De, der sich bereits in seinen früheren Filmen mit der Geschichte der Sklaverei in Brasilien beschäftigte, zuletzt in Revolta dos Malês. Das Drehbuch schrieb Luiz Antonio. Es handelt sich um seine erste Arbeit für einen Film.
César Mello spielt in der Titelrolle den erwachsenen Luís Gama. Als Kind wird dieser von Pedro Guilherme gespielt, als junger Mann von Angelo Fernandes.
Der Film kam am 5. August 2021 in die brasilianischen Kinos. Ab 3. November 2021 wird er beim American Black Film Festival gezeigt.

## Auszeichnungen
American Black Film Festival 2021
- Nominierung als Bester Film im offiziellen Wettbewerb[5]